# Doug LaMalfa
Douglas L. "Doug" LaMalfa, född 2 juli 1960 i Oroville i Kalifornien, är en amerikansk republikansk politiker. Han är ledamot av USA:s representanthus sedan 2013.
LaMalfa studerade först vid Butte College i Oroville och avlade sedan 1982 kandidatexamen vid California Polytechnic State University i San Luis Obispo.